# Barry Cowsill
Barry Steven Cowsill (Newport, 14 de setembro de 1954 — c. 1 de setembro de 2005) foi um músico americano e membro do grupo musical The Cowsills.

## Carreira
Barry nasceu em Newport, Rhode Island, o quinto dos sete filhos. Quando adolescente, ele se tornou o baterista (e mais tarde baixista) da banda inicialmente formado por seus irmãos Bill e Bob Cowsill, tocando músicas populares em clubes de dança locais. No final da década de 1960, a banda se expandiu para incluir o irmão mais novo John (na bateria), sua mãe Barbara, o irmão mais velho Paul e a irmã mais nova, Susan. Os Cowsills produziram uma série de sucessos (incluindo "The Rain the Park and Other Things" e " Hair"), antes de se separarem oficialmente em 1972.
Depois que o grupo se separou, Barry mudou-se com frequência e trabalhou em vários empregos, incluindo o setor de construção civil. Por um tempo, Barry foi dono de um bar em Austin, que admitiu ter perdido por excesso de bebida dele própeio. Durante toda a sua vida, ele continuou a tocar música e participou de várias formações pós-auge dos Cowsills. Em 1998, ele lançou seu primeiro CD solo, As Is. Em 2002 ele se mudou para sua cidade natal, Newport, em Rhode Island. Em 2005, Barry mudou-se novamente para Nova Orleans. Pouco antes de sua morte, ele tinha planos de entrar em uma clínica de reabilitação em Los Angeles para procurar ajuda contra o alcoolismo. Seu voo para Los Angeles estava programado para 28 de agosto, mas os planos foram frustrados quando o furacão Katrina atingiu a cidade em 29 de agosto.

## Vida pessoal
Em 1987 Barry se casou com uma mulher chamada Deborah, com quem teve dois filhos (ele também tinha uma filha mais velha). Cowsill e sua esposa se divorciaram em 2003.

## Morte
Em 29 de agosto de 2005, o furacão Katrina atingiu a cidade de Nova Orleans. Barry, que optou por não evacuar, resistiu à tempestade em um depósito abandonado. Barry sobreviveu à tempestade, mas precisava de ajuda. Ele ligou para sua irmã Susan de um telefone público (Susan também morava em Nova Orleans com a família, mas preferiu evacuar) e deixou quatro mensagens de voz dizendo que estava cercado por saqueadores e pessoas atirando. Susan Cowsill não recebeu as mensagens até 2 de setembro. Cowsill nunca mais foi ouvido. Após uma extensa pesquisa, o corpo de Cowsill foi encontrado sob um cais no rio Mississippi em 28 de dezembro de 2005. Seu corpo foi posteriormente identificado por comparação com registros odontológicos. A morte de Cowsill foi atribuída ao afogamento como resultado das inundações que se seguiram ao furacão Katrina.
A família Cowsill realizou dois memoriais para Barry em Newport e New Orleans.